# Ventrosa
Ventrosa è un comune spagnolo di 90 abitanti situato nella comunità autonoma di La Rioja.